# Kirowskoje (obwód swierdłowski)
Kirowskoje (ros. Кировское) – wieś (sieło) w Rosji, w obwodzie swierdłowskim, w rejonie ałapajewskim. W 2010 liczyła 900 mieszkańców.